# (33281) 1998 HE125
1998 HE125 (asteroide 33281) é um asteroide da cintura principal. Possui uma excentricidade de 0.08324560 e uma inclinação de 12.16317º.
Este asteroide foi descoberto no dia 23 de abril de 1998 por LINEAR em Socorro.